# Sportverein Meppen 1912 2020-2021 (femminile)
Questa voce raccoglie le informazioni riguardanti la squadra femminile del Sportverein Meppen 1912 nelle competizioni ufficiali della stagione calcistica 2020-2021.

## Stagione
Nella stagione 2020-2021 il Meppen, allenato dal due Wulf-Rüdiger Müller e Theodoros Dedes, alla sua prima stagione nella massima divisione tedesca di categoria concluse il campionato di Frauen-Bundesliga all'11º e penultimo posto, costretto così alla retrocessione in 2. Frauen-Bundesliga, mentre in coppa di Germania fu eliminato, ai rigori, agli ottavi di finale dal Werder Brema.

## Divise e sponsor

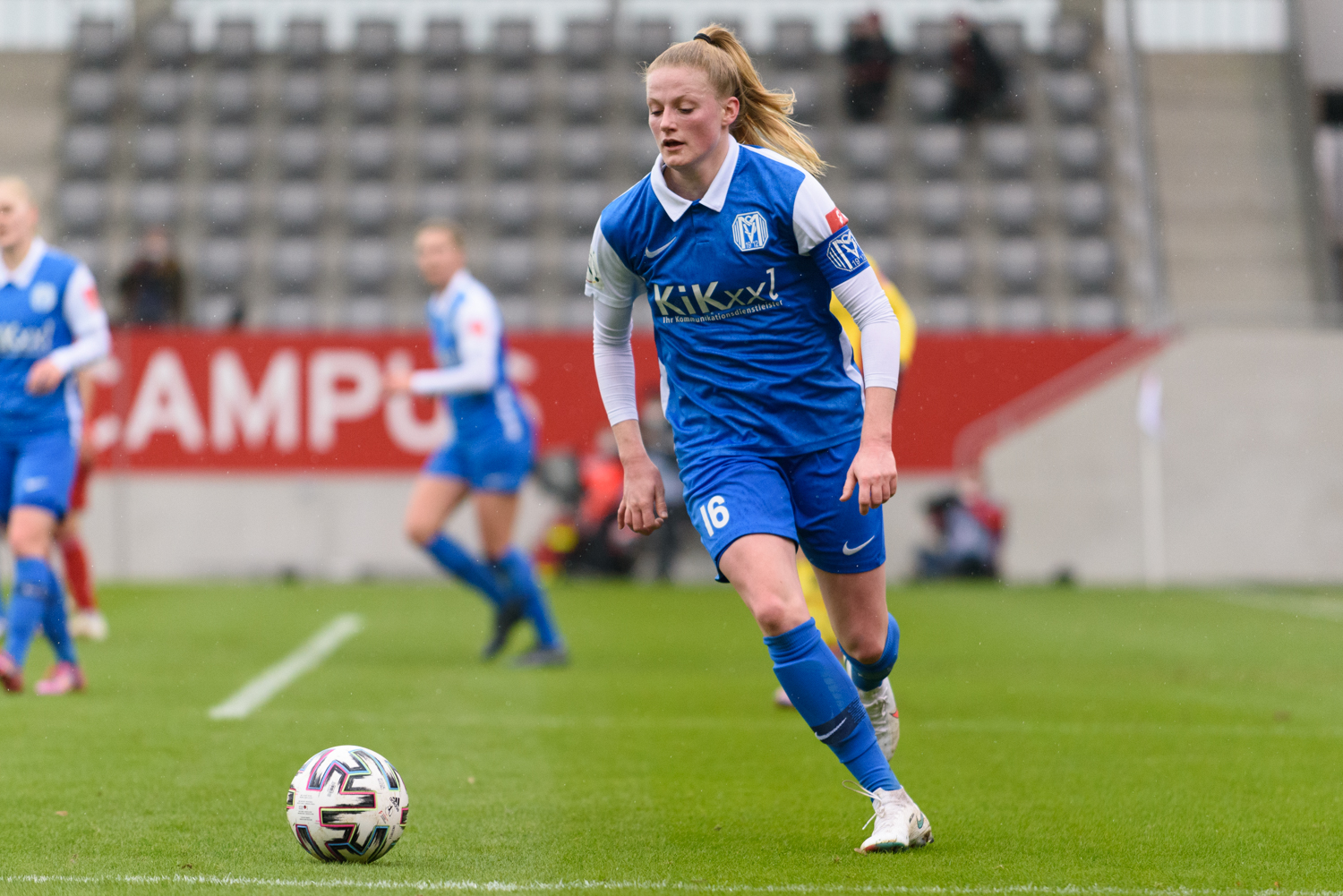
Sarah Schulte.

La scelta cromatica delle maglie era la stessa del Meppen maschile. Il main sponsor era il fornitore di servizi di comunicazione KiKxxl, mentre quello tecnico, fornitore delle tenute di gioco, era Nike.
| Casa | Trasferta |

## Organigramma societario
Tratto dal sito societario.
Area tecnica
- Allenatore: Thomas Gerstner
- Co-allenatore: Theodoros Dedes
- Allenatore in seconda: Katharina Börger
- Preparatore dei portieri: Nienke Olthof
- Preparatore fisico: Christopher Surmann

## Rosa
Rosa, ruoli e numeri di maglia come da sito DFB e societario
| N. |                      | Ruolo | Calciatrice      |
| -- | -------------------- | ----- | ---------------- |
| 1  | Germania (bandiera)  | P     | Kari Närdemann   |
| 2  | Germania (bandiera)  | D     | Victoria Krug    |
| 3  | Germania (bandiera)  | D     | Nina Rolfes      |
| 4  | Germania (bandiera)  | D     | Toma Ihlenburg   |
| 5  | Germania (bandiera)  | C     | Bianca Becker    |
| 6  | Australia (bandiera) | C     | Beattie Goad     |
| 8  | Germania (bandiera)  | D     | Lisa-Marie Weiss |
| 9  | Germania (bandiera)  | C     | Maya Hahn        |
| 10 | Germania (bandiera)  | C     | Lisa Josten      |
| 11 | Germania (bandiera)  | C     | Linda Preuß      |
| 13 | Germania (bandiera)  | A     | Maike Berentzen  |
| 14 | Germania (bandiera)  | C     | Jenny Bitzer     |
| 15 | Polonia (bandiera)   | A     | Agnieszka Winczo |

| N. |                        | Ruolo | Calciatrice              |
| -- | ---------------------- | ----- | ------------------------ |
| 16 | Germania (bandiera)    | C     | Sarah Schulte (capitano) |
| 17 | Germania (bandiera)    | C     | Alexandra Emmerling      |
| 18 | Germania (bandiera)    | D     | Thea Fullenkamp          |
| 19 | Grecia (bandiera)      | C     | Athanasia Moraitou       |
| 20 | Lettonia (bandiera)    | C     | Sandra Voitāne           |
| 21 | Germania (bandiera)    | C     | Nina Kossen              |
| 22 | Germania (bandiera)    | P     | Anna-Maria Tews          |
| 24 | Germania (bandiera)    | A     | Isabella Jaron           |
| 25 | Germania (bandiera)    | A     | Vivien Endemann          |
| 26 | Germania (bandiera)    | D     | Lynn Rahel Gismann       |
| 28 | Germania (bandiera)    | P     | Laura Sieger             |
| 30 | Germania (bandiera)    | D     | Mara Winter              |
| 33 | Stati Uniti (bandiera) | A     | Jannelle Flaws           |

## Calciomercato

### Sessione estiva
| Acquisti | Acquisti            | Acquisti              | Acquisti   |
| R.       | Nome                | da                    | Modalità   |
| -------- | ------------------- | --------------------- | ---------- |
| P        | Laura Sieger        | Bayer Leverkusen      | definitivo |
| D        | Beattie Goad        | Stanford Cardinal     | definitivo |
| D        | Victoria Krug       | W.F. Demon Deacons    | definitivo |
| C        | Alexandra Emmerling | Eintracht Francoforte | definitivo |
| A        | Jannelle Flaws      | Cloppenburg           | definitivo |
| A        | Agnieszka Winczo    | Sand                  | definitivo |
| A        | Sandra Voitāne      | Apollōn Lemesou       | definitivo |

| Cessioni | Cessioni                 | Cessioni       | Cessioni   |
| R.       | Nome                     | a              | Modalità   |
| -------- | ------------------------ | -------------- | ---------- |
| C        | Jalila Dalaf             | 1. FC Sarstedt | definitivo |
| C        | Henrike-Sophie Juraschek | Amburgo        | definitivo |
| C        | Çağla Korkmaz            | Wacker Monaco  | definitivo |

## Risultati

### Frauen-Bundesliga

#### Girone di andata
| Duisburg 6 settembre 2020, ore 14:00 CEST 1ª giornata | MSV Duisburg        | 0 – 0 referto | Meppen | Schauinsland-Reisen-Arena (210 spett.)\| Arbitro: \| Westerhoff (Bochum) \| |
| Arbitro:                                              | Westerhoff (Bochum) |               |        |                                                                             |

| Arbitro: | Heidenreich (Sereetz) |

|                          |           |                               |
| Berentzen 47’ Winczo 65’ | Marcatori | 66’ Smidt Nielsen 70’ Ehegötz |

| Arbitro: | Diekmann (Dortmund) |

|                      |           |  |
| Huth 26’ Janssen 69’ | Marcatori |  |

| Arbitro: | Weigelt (Lipsia) |

|  |           |                                         |
|  | Marcatori | 43’, 56’ Freigang 75’ Störzel 83’ Küver |

| Arbitro: | Westerhoff (Bochum) |

|                                  |           |            |
| Gidion 35’ Tarczyńska 87’ (rig.) | Marcatori | 71’ Winczo |

| Arbitro: | Duske (Leverkusen) |

|               |           |                                         |
| Berentzen 47’ | Marcatori | 45’ Senß 67’ (rig.) Feldkamp 83’ Wamser |

| Arbitro: | Michel (Gau-Odernheim) |

|                  |           |  |
| Billa 90’ (rig.) | Marcatori |  |

| Arbitro: | Derlin (Bad Schwartau) |

|  |           |                                      |
|  | Marcatori | 4’ Hegering 32’ Bühl 40’ Beerensteyn |

| Arbitro: | Heimann (Gladbeck) |

|  |           |                                       |
|  | Marcatori | 60’ Brüggemann 62’ Nikolić 88’ Zeller |

| Arbitro: | Wacker (Lehrensteinsfeld) |

|            |           |                         |
| George 68’ | Marcatori | 21’ Jaron 33’ Berentzen |

| Arbitro: | Hussein (Bad Harzburg) |

|  |           |            |
|  | Marcatori | 81’ Bürger |

#### Girone di ritorno
| Meppen 18 dicembre 2020, ore 19:15 CET 12ª giornata | Meppen                  | 0 – 0 referto | MSV Duisburg | Hänsch-Arena (0 spett.)\| Arbitro: \| JHänsch-Arena (Amburgo) \| |
| Arbitro:                                            | JHänsch-Arena (Amburgo) |               |              |                                                                  |

| Arbitro: | Hussein (Bad Harzburg) |

|                             |           |              |
| Orschmann 22’, 30’ Graf 33’ | Marcatori | 11’ Endemann |

| Arbitro: | Duske (Leverkusen) |

|  |           |                                                     |
|  | Marcatori | 19’ Blomqvist 33’ Popp 66’ (rig.) Janssen 85’ Pajor |

| Arbitro: | Kunkel (Amburgo) |

|               |           |              |
| Prašnikar 83’ | Marcatori | 33’ Endemann |

| Arbitro: | Westerhoff (Bochum) |

|                                       |           |                          |
| Emmerling 11’ Becker 44’ Endemann 73’ | Marcatori | 80’ Ulbrich 86’ Walkling |

| Arbitro: | Appelmann (Alzey) |

|                                             |           |            |
| Baijings 57’ Ioannidou 77’ (rig.) Wilde 88’ | Marcatori | 19’ Becker |

| Arbitro: | Heidenreich (Sereetz) |

|            |           |  |
| Winczo 58’ | Marcatori |  |

| Arbitro: | Wildfeuer (Lubecca) |

|                                                                       |           |               |
| Schüller 5’, 47’ Bühl 12’, 25’, 51’ Berentzen 39’ (aut.) Magull 45+1’ | Marcatori | 31’ Berentzen |

| Arbitro: | Derlin (Bad Schwartau) |

|                        |           |                       |
| Tanaka 39’ Nikolić 68’ | Marcatori | 45+2’ Flaws 82’ Preuß |

| Arbitro: | Westerhoff (Bochum) |

|  |           |                           |
|  | Marcatori | 67’ Moorrees 87’ Plasmann |

| Arbitro: | Wacker (Lehrensteinsfeld) |

|                                                |           |  |
| Minge 11’ Knaak 14’ Starke 21’ Müller 36’, 86’ | Marcatori |  |

### DFB-Pokal der Frauen
| Arbitro: | Schwermer |

|  |           | |
|  | Marcatori | 7’, 37’ Flaws 41’ Ihlenburg 52’ Schulte 67’ Goad 77’ Bitzer 80’ Endemann 84’ Fullenkamp 86’ Emmerling |

| Arbitro: | Wildfeuer |

|                   |           |                                    |
| Witt 45’ Hahn 61’ | Marcatori | 25’ Bitzer 33’ Flaws 80’ Berentzen |

| Arbitro: | Diekmann (Dortmund) |

|                                                |                      |                                  |
| Hausicke 28’ Tarczyńska 105’                   | Marcatori            | 61’ Krug 101’ Flaws              |
| Jaser Volkmer Ulbrich Radosavljević Tarczyńska | Tiri di rigore 5 – 3 | Flaws Berentzen Preuß Fullenkamp |

## Statistiche

### Statistiche di squadra
| Competizione         | Punti | In casa | In casa | In casa | In casa | In casa | In casa | In trasferta | In trasferta | In trasferta | In trasferta | In trasferta | In trasferta | Totale | Totale | Totale | Totale | Totale | Totale | DR  |
| Competizione         | Punti | G       | V       | N       | P       | Gf      | Gs      | G            | V            | N            | P            | Gf           | Gs           | G      | V      | N      | P      | Gf     | Gs     | DR  |
| -------------------- | ----- | ------- | ------- | ------- | ------- | ------- | ------- | ------------ | ------------ | ------------ | ------------ | ------------ | ------------ | ------ | ------ | ------ | ------ | ------ | ------ | --- |
| Frauen-Bundesliga    | 14    | 11      | 2       | 2       | 7       | 7       | 24      | 11           | 1            | 3            | 7            | 9            | 28           | 22     | 3      | 5      | 14     | 16     | 52     | -36 |
| DFB-Pokal der Frauen | -     | -       | -       | -       | -       | -       | -       | 3            | 2            | 0            | 1            | 14           | 4            | 3      | 2      | 0      | 1      | 14     | 4      | +10 |
| Totale               | -     | 11      | 2       | 2       | 7       | 7       | 24      | 14           | 3            | 3            | 8            | 23           | 32           | 25     | 5      | 5      | 15     | 30     | 56     | -26 |

### Andamento in campionato
| Giornata  | 1 | 2 | 3 | 4  | 5  | 6  | 7  | 8  | 9  | 10 | 11 | 12 | 13 | 14 | 15 | 16 | 17 | 18 | 19 | 20 | 21 | 22 |
| --------- | - | - | - | -- | -- | -- | -- | -- | -- | -- | -- | -- | -- | -- | -- | -- | -- | -- | -- | -- | -- | -- |
| Luogo     | T | C | T | C  | T  | C  | T  | C  | C  | T  | C  | C  | T  | C  | T  | C  | T  | C  | T  | T  | C  | T  |
| Risultato | N | N | P | P  | P  | P  | P  | P  | P  | V  | P  | N  | P  | P  | N  | V  | P  | V  | P  | N  | P  | P  |
| Posizione | 6 | 7 | 9 | 11 | 12 | 11 | 11 | 11 | 12 | 10 | 10 | 10 | 10 | 11 | 10 | 9  | 10 | 9  | 10 | 10 | 11 | 11 |

Legenda:

Luogo: C = Casa; T = Trasferta. Risultato: V = Vittoria; N = Pareggio; P = Sconfitta.

### Statistiche delle giocatrici
| Giocatore     | Frauen-Bundesliga | Frauen-Bundesliga | Frauen-Bundesliga | Frauen-Bundesliga | DFB-Pokal der Frauen | DFB-Pokal der Frauen | DFB-Pokal der Frauen | DFB-Pokal der Frauen | Totale   | Totale | Totale      | Totale     |
| Giocatore     | Presenze          | Reti              | Ammonizioni       | Espulsioni        | Presenze             | Reti                 | Ammonizioni          | Espulsioni           | Presenze | Reti   | Ammonizioni | Espulsioni |
| ------------- | ----------------- | ----------------- | ----------------- | ----------------- | -------------------- | -------------------- | -------------------- | -------------------- | -------- | ------ | ----------- | ---------- |
| B. Becker     | 22                | 2                 | 0                 | 0                 | 2                    | 0                    | 0                    | 0                    | 24       | 2      | 0           | 0          |
| M. Berentzen  | 22                | 4                 | 0                 | 0                 | 2                    | 1                    | 0                    | 0                    | 24       | 5      | 0           | 0          |
| J. Bitzer     | 3                 | 0                 | 0                 | 0                 | 2                    | 2                    | 0                    | 0                    | 5        | 2      | 0           | 0          |
| A. Emmerling  | 17                | 1                 | 1                 | 0                 | 3                    | 1                    | 0                    | 0                    | 20       | 2      | 1           | 0          |
| V. Endemann   | 22                | 3                 | 0                 | 0                 | 3                    | 1                    | 0                    | 0                    | 25       | 4      | 0           | 0          |
| J. Flaws      | 20                | 1                 | 1                 | 0                 | 3                    | 4                    | 0                    | 0                    | 23       | 5      | 1           | 0          |
| T. Fullenkamp | 19                | 0                 | 1                 | 0                 | 2                    | 1                    | 0                    | 0                    | 21       | 1      | 1           | 0          |
| L. Gismann    | 8                 | 0                 | 0                 | 0                 | 3                    | 0                    | 0                    | 0                    | 11       | 0      | 0           | 0          |
| B. Goad       | 22                | 0                 | 1                 | 0                 | 3                    | 1                    | 0                    | 0                    | 25       | 1      | 1           | 0          |
| M. Hahn       | 4                 | 0                 | 0                 | 0                 | 1                    | 0                    | 0                    | 0                    | 5        | 0      | 0           | 0          |
| N. Kossen     | -                 | -                 | -                 | -                 | -                    | -                    | -                    | -                    | -        | -      | -           | -          |
| T. Ihlenburg  | 11                | 0                 | 0                 | 0                 | 1                    | 1                    | 0                    | 0                    | 12       | 1      | 0           | 0          |
| I. Jaron      | 9                 | 1                 | 1                 | 0                 | 1                    | 0                    | 0                    | 0                    | 10       | 1      | 1           | 0          |
| L. Josten     | 7                 | 0                 | 1                 | 0                 | -                    | -                    | -                    | -                    | 7        | 0      | 1           | 0          |
| V. Krug       | 20                | 0                 | 5                 | 0                 | 3                    | 1                    | 0                    | 0                    | 23       | 1      | 5           | 0          |
| A. Moraitou   | 7                 | 0                 | 0                 | 0                 | 1                    | 0                    | 0                    | 0                    | 8        | 0      | 0           | 0          |
| K. Närdemann  | 7                 | -17               | 0                 | 0                 | 2                    | -4                   | 0                    | 0                    | 9        | -21    | 0           | 0          |
| L. Preuß      | 21                | 1                 | 3                 | 0                 | 2                    | 0                    | 0                    | 0                    | 23       | 1      | 3           | 0          |
| N. Rolfes     | 5                 | 0                 | 0                 | 0                 | 2                    | 0                    | 0                    | 0                    | 7        | 0      | 0           | 0          |
| S. Schulte    | 21                | 0                 | 2                 | 0                 | 3                    | 1                    | 0                    | 0                    | 24       | 1      | 2           | 0          |
| L. Sieger     | 16                | -35               | 2                 | 0                 | 1                    | 0                    | 0                    | 0                    | 17       | -35    | 2           | 0          |
| A-M. Tews     | 0                 | 0                 | 0                 | 0                 | -                    | -                    | -                    | -                    | 0        | 0      | 0           | 0          |
| S. Voitāne    | 6                 | 0                 | 0                 | 0                 | 1                    | 0                    | 0                    | 0                    | 7        | 0      | 0           | 0          |
| L-M. Weiss    | 22                | 0                 | 3                 | 0                 | 3                    | 0                    | 0                    | 0                    | 25       | 0      | 3           | 0          |
| A. Winczo     | 22                | 3                 | 1                 | 0                 | 1                    | 0                    | 0                    | 0                    | 23       | 3      | 1           | 0          |
| M. Winter     | -                 | -                 | -                 | -                 | 1                    | 0                    | 0                    | 0                    | 1        | 0      | 0           | 0          |